# FIBA All-Star Games
FIBA All-Star Games – spotkania towarzyskie gwiazd europejskiej koszykówki, znane również pod nazwą "festiwali FIBA". Składy gwiazd FIBA Europa wygrały większość spotkań, uzyskując ogólny bilans 24-5. Gwiazdy FIBA rywalizowały zarówno z reprezentacjami rozmaitych krajów, jak i klubami z całej Europy.
Wielokrotnie trenerem reprezentacji Gwiazd Europy był w tamtym okresie selekcjoner kadry Polski – Witold Zagórski. Wśród zawodników Polskę reprezentowali: Bolesław Kwiatkowski, Mieczysław Łopatka, Edward Jurkiewicz, Grzegorz Korcz, Andrzej Seweryn. W innych spotkaniach pokazowych do składu reprezentacji Gwiazd Europy zaliczani byli również: Andrzej Pstrokoński, Janusz Wichowski, Bohdan Likszo, Włodzimierz Trams, Mieczysław Młynarski.
Dwukrotnie w historii do konfrontacji z Gwiazdami Europy stawał zespół Wisły Kraków (1965, 1981), w tym podczas serii spotkań inaugurujących FIBA All-Star Games.

## Spotkania organizowane przez FIBA (Festiwale FIBA)

### I
15.10.1965 (Kraków, Polska) Gwiazdy Europy FIBA vs. Real Madryt: 101 – 83
(Kraków, Polska) Real Madryt vs. Wisła Kraków: 70 – 85
16.10.1965 (Kraków, Polska) Gwiazdy Europy FIBA vs. Wisła Kraków: 70 – 78
Skład Wisły Kraków: Bohdan Likszo, Edward Grzywna, Krystian Czernichowski, Ryszard Niewodowski, Jacek Pietrzyk, Jan Piotrowski, Andrzej Baron, Andrzej Guzik, Stefan Wójcik, Czesław Malec, Tadeusz Michałowski, Wiesław Langiewicz. Trener: Jerzy Bętkowski
Skład Gwiazd Europy FIBA: Tanhum Cohen-Mintz (Izrael), Radivoj Korać (Jugosławia), Trajko Rajković (Jugosławia), Sauro Bufalini (Włochy), Giambattista Cescutti (Włochy), Massimo Villetti (Włochy), Frantisek Konvicka (Czechosłowacja), Vladimir Pistelak (Czechosłowacja), Jan Bobrovsky (Czechosłowacja), Henri Grange (Francja), Jiorgos Tronddzos (Grecja), Martti Liimo (Finlandia). Trenerzy: Miloslav Kriz (Czechosłowacja), Carmine "Nello" Paratore (Włochy)

### II
14.6.1968 (Belgrad, Jugosławia) Gwiazdy Europy FIBA vs. Real Madryt: 72 – 56
16.6.1968 (Belgrad, Jugosławia) Gwiazdy Europy FIBA vs. Crvena Zvezda Belgrad: 96 – 79
Skład Gwiazd Europy FIBA: Krešimir Ćosić (Jugosławia), Josip Giuseppe "Pino" Djerdja (Jugosławia), Francisco Buscató (Hiszpania), Frantisek Konvicka (Czechosłowacja), Vladimir Pistelak (Czechosłowacja), Massimo Masini (Włochy), Bolesław Kwiatkowski (Polska), Veikko Vainio (Finlandia), Ivan Vodenicharski (Bułgaria), Lucien Michelet (Belgia). Trenerzy: Miloslav Kriz (Czechosłowacja), Witold Zagórski (Polska)

### III
20.11.1969 (Belgrad, Jugosławia) Gwiazdy Europy FIBA vs. Reprezentacja Jugosławii: 93 – 90
Skład Gwiazd Europy FIBA: Siergiej Biełow (ZSRR), Giennadij Wolnow (ZSRR), Modestas Paulauskas (ZSRR), Emiliano Rodríguez (Hiszpania), Clifford Luyk (Hiszpania), Francisco Buscató (Hiszpania), Jiří Zedníček (Czechosłowacja), Robert Mifka (Czechosłowacja), Mieczysław Łopatka (Polska), Mincho Dimov (Bułgaria). Trener: Witold Zagórski (Polska)

### IV
10.6.1970 (Ateny, Grecja) Gwiazdy Europy FIBA vs. Ignis Varese: 88 – 72
12.6.1970 (Ateny, Grecja) Gwiazdy Europy FIBA vs. Fides Partenope Naples: 85 – 92 (po dogrywce)
14.6.1970 (Ateny, Grecja) Gwiazdy Europy FIBA vs. AEK Ateny: 100 – 74
Skład Gwiazd Europy FIBA: Krešimir Ćosić (Jugosławia), Nikola Plećaš (Jugosławia), Ljubodrag Simonović (Jugosławia), Dragutin Cermak (Jugosławia), Dragan Kapičić (Jugosławia), Clifford Luyk (Hiszpania), Francisco Buscató (Hiszpania), Vicente Ramos (Hiszpania), Massimo Masini (Włochy), Jeorjos Kolokitas (Grecja). Trenerzy: Witold Zagórski (Polska), Fedon Matteu (Grecja)

### V
5.6.1971 (Rzym, Włochy) Gwiazdy Europy FIBA vs. Reprezentacja Włoch: 96 – 64
Skład Gwiazd Europy FIBA: Krešimir Ćosić (Jugosławia), Petar Skansi (Jugosławia), Ljubodrag Simonović (Jugosławia), Siergiej Biełow (ZSRR), Aleksandr Biełow (ZSRR), Modestas Paulauskas (ZSRR), Clifford Luyk (Hiszpania), Francisco Buscató (Hiszpania), Jiří Zedníček (Czechosłowacja), Edward Jurkiewicz (Polska), Grzegorz Korcz (Polska). Trener: Witold Zagórski (Polska)

### VI
17.6.1972 (Zagrzeb, Jugosławia) Gwiazdy Europy FIBA vs. Reprezentacja USA: 102 – 75
19.6.1972 (Genewa, Szwajcaria) Gwiazdy Europy FIBA vs. Reprezentacja USA: 88 – 61
21.6.1972 (Vigo, Hiszpania) Gwiazdy Europy FIBA vs. Reprezentacja USA: 78 – 64
23.6.1972 (Le Touquet, Francja) Gwiazdy Europy FIBA vs. Reprezentacja USA: 99 – 85
Skład Gwiazd Europy FIBA: Krešimir Ćosić (Jugosławia), Nikola Plećaš (Jugosławia), Ljubodrag Simonović (Jugosławia), Siergiej Biełow (ZSRR), Aleksandr Biełow (ZSRR), Modestas Paulauskas (ZSRR), Alzhan Zharmukhamedov (ZSRR), Ivan Edeshko (ZSRR), Clifford Luyk (Hiszpania), Jiří Zedníček (Czechosłowacja), Ottorino Flaborea (Włochy), Georgi Khristov (Bułgaria). Trener: Witold Zagórski (Polska)

### VII
14.6.1973 (Badalona, Hiszpania) Gwiazdy Europy FIBA vs. Joventut Schweppes Badalona: 107 – 97
16.6.1973 (Badalona, Hiszpania) Gwiazdy Europy FIBA vs. Real Madryt: 95 – 98
Skład Gwiazd Europy FIBA: Krešimir Ćosić (Jugosławia), Vinko Jelovac (Jugosławia), Rato Tvrdic (Jugosławia), Emiliano Rodríguez (Hiszpania), Francisco Buscató (Hiszpania), Dino Meneghin (Włochy), Massimo Masini (Włochy), Ivan Edeshko (ZSRR), Jean-Pierre Staelens (Francja), Andrzej Seweryn (Polska). Trenerzy: Witold Zagórski (Polska) i Fedon Matteu (Grecja)

### VIII
26.9.1974 (Rio de Janeiro, Brazylia) Gwiazdy Europy FIBA vs. Americas All-Stars: 94 – 85
28.9.1974 (São Paulo, Brazylia) Gwiazdy Europy FIBA vs. Americas All-Stars: 103 – 99
1.10.1974 (Bruksela, Belgia) Gwiazdy Europy FIBA vs. Americas All-Stars: 103 – 90
4.10.1974 (Rzym, Włochy) Gwiazdy Europy FIBA vs. Americas All-Stars: 85 – 87
Skład Gwiazd Europy FIBA: Dino Meneghin (Włochy), Pierluigi Marzorati (Włochy), Siergiej Biełow (ZSRR), Krešimir Ćosić (Jugosławia), Vinko Jelovac (Jugosławia), Damir Solman (Jugosławia), Wayne Brabender (Hiszpania), Luis Miguel Santillana (Hiszpania), Jacques Cachemire (Francja), Wasilis Gumas (Grecja). Trener: Giancarlo Primo (Włochy)

### IX
22.6.1975 (Tel Awiw, Izrael) Gwiazdy Europy FIBA vs. Maccabi Tel Awiw: 115 – 88
Skład Gwiazd Europy FIBA: Dino Meneghin (Włochy), Pierluigi Marzorati (Włochy), Renzo Bariviera (Włochy), Ivan Bisson (Włochy), Wayne Brabender (Hiszpania), Luis Miguel Santillana (Hiszpania), Carmelo Cabrera (Hiszpania), Jacques Cachemire (Francja), Etienne Geerts (Belgia), Imre Nytrai (Belgia). Trener: Giancarlo Primo (Włochy)

### X
15.9.1976 (Kair, Egipt) Gwiazdy Europy FIBA vs. Reprezentacja Egiptu: 97 – 71
17.9.1976 (Kair, Egipt) Gwiazdy Europy FIBA vs. Reprezentacja Egiptu: 118 – 80
Skład Gwiazd Europy FIBA: Dragan Kićanović (Jugosławia), Zoran Slavnić (Jugosławia), Zeljko Jerkov (Jugosławia), Juan Antonio Corbalán (Hiszpania), Wayne Brabender (Hiszpania), Luis Miguel Santillana (Hiszpania), Rafael Rullan (Hiszpania), Pierluigi Marzorati (Włochy), Ivan Bisson (Włochy), Renzo Bariviera (Włochy). Trener: Giancarlo Primo (Włochy)

### XI
3.5.1977 (Split, Jugosławia) Gwiazdy Europy FIBA vs. Jugoplastika Split: 116–108
Skład Gwiazd Europy FIBA: Pierluigi Marzorati (Włochy), Fabrizio Della Fiori (Włochy), Gianni Bertolotti (Włochy), Renzo Bariviera (Włochy), Juan Antonio Corbalán (Hiszpania), Rafael Rullan (Hiszpania), Manuel Flores (Hiszpania), Kamil Brabenec (Czechosłowacja), Zdenek Kos (Czechosłowacja), Atanas Gołomeew (Bułgaria), Etienne Geerts (Belgia). Trener: Antonio Díaz-Miguel (Hiszpania)

### XII
2.7.1978 (Madryt, Hiszpania) Gwiazdy Europy FIBA vs. Real Madryt: 102–119
Skład Gwiazd Europy FIBA: Mirza Delibašić (Jugosławia), Dražen Dalipagić (Jugosławia), Dragan Kićanović (Jugosławia), Zeljko Jerkov (Jugosławia), Dino Meneghin (Włochy), Renzo Bariviera (Włochy), Lorenzo Carraro (Włochy), Mickey Berkowitz (Izrael), Tal Brody (Izrael), Kamil Brabenec (Czechosłowacja), Luis Miguel Santillana (Hiszpania). Trener: Antonio Díaz-Miguel (Hiszpania)

### XIII
26.6.1979 (Prievidza, Czechosłowacja) Gwiazdy Europy FIBA vs. Reprezentacja Czechosłowacji: 99 – 89
28.6.1979 (Bratysława, Czechosłowacja) Gwiazdy Europy FIBA vs. Reprezentacja Czechosłowacji: 82 – 79
Skład Gwiazd Europy FIBA: Władimir Tkaczenko (ZSRR), Anatolij Myszkin (ZSRR), Alexander Belostenny (ZSRR), Stanislav Eremin (ZSRR), Wayne Brabender (Hiszpania), Juan Antonio Corbalán (Hiszpania), Rafael Rullan (Hiszpania), Ratko Radovanović (Jugosławia), Jacques Cachemire (Francja), Carlo Caglieris (Włochy), Lorenzo Carraro (Włochy). Trener: Aleksandar Nikolić (Jugosławia)

### XIV
7.6.1981 (Kraków, Polska) Gwiazdy Europy FIBA vs. Wisła Kraków: 121 – 81
Wisła Kraków: Zbigniew Kudłacz, Jerzy Binkowski, Wojciech Rosiński, Piotr Wielebnowski, Janusz Seweryn, Andrzej Seweryn, Stanisław Zgłobicki, Marek Żochowski, Mieczysław Młynarski, Zbigniew Bogucki, Jacek Międzik, Krzysztof Fikiel. Trener: Jan Mikułowski

Skład Gwiazd Europy FIBA: Mirza Delibašić (Jugosławia), Dražen Dalipagić (Jugosławia), Dragan Kićanović (Jugosławia), Pierluigi Marzorati (Włochy), Renato Villalta (Włochy), Juan Antonio Corbalán (Hiszpania), Rafael Rullan (Hiszpania), Juan Domingo de la Cruz (Hiszpania), Stanislav Kropilák (Czechosłowacja), Zdenek Kos (Czechosłowacja), Stanislav Eremin (ZSRR), Eric Beugnot (Francja). Trener: Antonio Díaz-Miguel (Hiszpania)

### XV
18.6.1982 (Genewa, Szwajcaria) Gwiazdy Europy FIBA vs. Reprezentacja USA: 111 – 92
20.6.1982 (Budapeszt, Węgry) Gwiazdy Europy FIBA vs. Reprezentacja USA: 103 – 88
Skład Gwiazd Europy FIBA: Dražen Dalipagić (Jugosławia), Zeljko Jerkov (Jugosławia), Władimir Tkaczenko (ZSRR), Anatolij Myszkin (ZSRR), Pierluigi Marzorati (Włochy), Juan Antonio San Epifanio (Hiszpania), Juan Antonio Corbalán (Hiszpania), Juan Domingo De la Cruz (Hiszpania), Mickey Berkowitz (Izrael), Stanislav Kropilák (Czechosłowacja), Arpad Losonczy (Węgry). Trener: Antonio Díaz-Miguel (Hiszpania)

## Inne spotkania pokazowe

### I
(Z okazji obchodów zdobycia przez Real Madryt pierwszego tytułu mistrzowskiego Euroligi)
17.5.1964 (Palacio de Deportes, Madryt, Hiszpania)Gwiazdy Europy FIBA – Real Madryt: 91 – 87
Skład Gwiazd Europy FIBA: Radivoj Korać (Jugosławia), Alexander Nikolic (Jugosławia), Slobodan Gordic (Jugosławia), Sandro Riminucci (Włochy), Gabriele Vianello (Włochy), Paolo Vittori (Włochy), Gianfranco Pieri (Włochy), Andrzej Pstrokoński (Polska), Janusz Wichowski (Polska), Roger Antoine (Francja), Tani Cohen-Mintz (Izrael), Jozef "Jef" Eygel (Belgia). Trenerzy: Miloslav Kriz (Czechosłowacja), Robert Busnel (Francja)
Real Madryt: #4 Ignacio San Martín, #5 José Ramón Durand, #6 Julio Descartín, #7 Manuel Sainz Marquez, #9 Antonio Palermo Romero, #10 Emiliano Rodríguez, #11 Carlos Sevilliano, #12 Williams Hanson, #13 Clifford Luyk, #14 Robert Burgess, #15 Jose Manuel Menche. Trener: Joaquim Hernandez

### II
13.10.1966 (Ljubljana, Słowenia) Gwiazdy Europy FIBA – Simmenthal Mediolan: 89 – 91
15.10.1966 (Ljubljana, Słowenia) Gwiazdy Europy FIBA – Olimpija Ljubljana: 102 – 94
Skład Gwiazd Europy FIBA: Emiliano Rodríguez (Hiszpania), Carlos Sevillano (Hiszpania), Jiří Zídek Sr. (Czechosłowacja), Jiří Zedníček (Czechosłowacja), Jiri Ammer (Czechosłowacja), Jean Degros (Francja), Christos Zupas (Grecja), Willy Steveniers (Belgia), John Loridon (Belgia), Mihai Albu (Rumunia), Cvjatko Barchovski (Bułgaria), Bohdan Likszo (Polska). Trenerzy: Miloslav Kriz (Czechosłowacja), Robert Busnel (Francja)

### III
1.11.1967 (Antwerpia, Belgia) Gwiazdy Europy FIBA – Real Madryt: 124 – 97
3.11.1967 (Antwerpia, Belgia) Gwiazdy Europy FIBA – Racing BELL: 112–101
Skład Gwiazd Europy FIBA: Ivo Daneu (Jugosławia), Borut Bassin (Jugosławia), Massimo Masini (Włochy), Jiří Zídek Sr. (Czechosłowacja), Jiří Zedníček (Czechosłowacja), Bohumil Tomasek (Czechosłowacja), Jiri Ruzicka (Czechosłowacja), Jiorgos Tronddzos (Grecja), Jorma Pilkevaara (Finlandia), Alin Savu (Rumunia), Włodzimierz Trams (Polska). Trenerzy: Miloslav Kriz (Czechosłowacja) i Robert Busnel (Francja) i Witold Zagórski (Polska)

### IV
(Pożegnalny mecz Tala Brody’ego)
4.9.1980 (Tel Awiw, Izrael) Gwiazdy Europy FIBA – Maccabi Tel Awiw: 92 – 93
Skład Gwiazd Europy FIBA: Juan Antonio San Epifanio (Hiszpania), Juan Antonio Corbalán (Hiszpania), Wayne Brabender (Hiszpania), Juan Domingo de la Cruz (Hiszpania), Dino Meneghin (Włochy), Renato Villalta (Włochy), Fabrizio Della Fiori (Włochy), Panajotis Janakis (Grecja), Hervé Dubuisson (Francja), Klaus Zander (Niemcy). Trener: Lolo Sainz (Hiszpania)

### V
5.9.1981 (Ankara, Turcja) Gwiazdy Europy FIBA – Reprezentacja Turcji: 121–106
9.9.1981 (Badalona, Hiszpania) Gwiazdy Europy FIBA – Joventut Badalona: 125–120
22.9.1981 (Caserta, Włochy) Gwiazdy Europy FIBA – Reprezentacja ZSRR: 64 – 90
Skład Gwiazd Europy FIBA: Dražen Dalipagić (Jugosławia), Mirza Delibašić (Jugosławia), Juan Antonio Corbalán (Hiszpania), Juan Domingo de la Cruz (Hiszpania), Rafael Rullan (Hiszpania), Mickey Berkowitz (Izrael), Lou Silver (Izrael), Stanislav Kropilák (Czechosłowacja), Mieczysław Młynarski (Polska), Efe Aydan (Turcja), Eric Beugnot (Francja). Trener: Antonio Díaz-Miguel (Hiszpania)

### VI
17.7.1987 (Tel Awiw, Izrael) Gwiazdy Europy FIBA – Maccabi Tel Awiw: 108 – 87
19.7.1987 (Saloniki, Grecja) Gwiazdy Europy FIBA – Reprezentacja Grecji: 109–101
21.7.1987 (Sofia, Bułgaria) Gwiazdy Europy FIBA – Reprezentacja Bułgarii: 129 – 82
Skład FIBA European: Dražen Petrović (Jugosławia), Stojko Vranković (Jugosławia), Nikos Galis (Grecja), Panajotis Janakis (Grecja), Antonello Riva (Włochy), Walter Magnifico (Włochy), Mickey Berkowitz (Izrael), Doron Jamchi (Izrael), Richard Dacoury (Francja), Stanislav Kropilák (Czechosłowacja), Rik Smits (Holandia). Trener: Pavel Petera (Czechosłowacja)

### VII
27.12.1990 (Split, Jugosławia) Gwiazdy Europy FIBA – Jugoplastika Split: 104–102
Skład Gwiazd Europy FIBA: Panajotis Janakis (Grecja), Panajotis Fasulas (Grecja), Doron Jamchi (Izrael), Jordi Villacampa (Hiszpania), José Antonio Montero (Hiszpania), Andro Knego (Jugosławia), Jure Zdovc (Jugosławia), Stéphane Ostrowski (Francja), Stefano Rusconi (Włochy). Trener: Aíto García Reneses (Hiszpania)

### VIII
8.6.1991 (Pireus, Ateny, Grecja) Gwiazdy Europy FIBA – Reprezentacja Bałkanów: 102–103
Skład Gwiazd Europy FIBA: Juan Antonio San Epifanio (Hiszpania), Jordi Villacampa (Hiszpania), Antonio Martín (Hiszpania), Antonello Riva (Włochy), Walter Magnifico (Włochy), Roberto Brunamonti (Włochy), Richard Dacoury (Francja), Stéphane Ostrowski (Francja), Philip Szanyiel (Francja), Siergiej Bazariewicz (Rosja), Igors Miglinieks (Łotwa), Andrejs Bondarenko (Łotwa). Trener: Sandro Gamba (Włochy)

### IX
12.9.1991 (Cantù, Włochy) Gwiazdy Europy FIBA – Clear Cantù: 144–115
27.12.1991 (Paryż, Francja) Gwiazdy Europy FIBA – Reprezentacja Francji: 102 – 83
Skład Gwiazd Europy FIBA: Toni Kukoč (Jugosławia), Žarko Paspalj (Jugosławia), Dino Rađa (Jugosławia), Jure Zdovc (Jugosławia), Oscar Schmidt (Brazylia), Antonello Riva (Włochy), Walter Magnifico (Włochy), Ferdinando Gentile (Włochy), Richard Dacoury (Francja), Antoine Rigaudeau (Francja), Stéphane Ostrowski (Francja), Doron Jamchi (Izrael), Panajotis Fasulas (Grecja). Trener: Sandro Gamba (Włochy)

### X
(Pożegnalny mecz Juan Antonio San Epifanio)
26.12.1995 (Barcelona, Hiszpania) Gwiazdy Europy FIBA – FC Barcelona: 118 – 92
Skład Gwiazd Europy FIBA: Jordi Villacampa (Hiszpania), Alberto Herreros (Hiszpania), Rafael Jofresa (Hiszpania), José Miguel Antúnez (Hiszpania), Stéphane Ostrowski (Francja), Doron Jamchi (Izrael), Teoman Alibegovic (Słowenia), Andriej Fietisow (Rosja), Mikhail Mikhailov (Rosja), Augusto Binelli (Włochy). Trener: Mirko Novosel (Chorwacja)

### XI
(Pożegnalny mecz Mickey Berkowitza)
28.12.1995 (Tel Awiw, Izrael) Gwiazdy Europy FIBA – Maccabi Tel Awiw: 120 – 89
Skład Gwiazd Europy FIBA: Artūras Karnišovas (Litwa), Siergiej Bazariewicz (Rosja), Teoman Alibegovic (Słowenia), Panajotis Fasulas (Grecja), Stéphane Ostrowski (Francja), Saša Obradović (Serbia), Jorgos Sigalas (Grecja), Veljko Mršic (Chorwacja), Evgeni Kisurin (Rosja), Ronny Bayer (Belgia). Trener: Mirko Novosel (Chorwacja)